# チェーモン
チェーモン （ビルマ語: ကြေးမုံ、慣用ラテン文字表記: Kyemon、ALA-LC romanization: Kre" muṃ、ビルマ語発音: [t͡ɕémõ̀ʊ̃]、文字通りの意味は〈銅鏡〉; 英語: The Mirror） は、ミャンマー・ヤンゴンの国営ビルマ語日刊新聞。ミャンマー・アリン紙とともに国営ビルマ語新聞の一つ。ミャンマー・アリンが政府のプロパガンダの要素が強いのに対して、チェーモン紙はより大衆の興味を引くように構成される傾向にある。

## 歴史
チェーモンは、ジャーナリストであったウー・タウンによって、1957年ヤンゴンで創刊された。創刊時のミャンマーは、1948年から1962年までの短い期間ではあったが議会政治と報道の自由を享受していた時期であった。ビルマ国内で当時日刊紙として最大の売り上げ数を誇り、90,000部を発行した。
1962年3月、国軍クーデターによってネ・ウィンが政権を掌握すると、国内メディア各社を解散し、1964年にチェーモンを含むすべての新聞を国有化した。国家平和発展評議会（SPDC）が行った新聞メディアの解散を乗り切り、チェーモンは国営新聞をして生き残ることができたが、結局国営新聞となれたのは「ミャンマー・アリン」（ビルマ語）、「チェーモン」（ビルマ語）「ニューライト・オブ・ミャンマー」（英語）の3紙のみであった。（ウ・タウンはネ・ウィン大統領を批判したため、1967年に実刑判決を受けた。）
国有化後のチェーモンでは、1985年から1990年までミャンマーの国民的詩人ウー･ソーニュン（Soe Nyunt）が編集として活躍した。その後ソー・ニョンは1992年から2003年までミャンマー政府情報省大臣を務めた。 
2007年現在チェーモンはミャンマー情報省の国営企業として存続している。180,000部が発行されていると見られる。

## 所在地
日本語: ミャンマー ヤンゴン管区、ヤンゴン、 ボタタウン郡区 11161
英語: Botataung 11161, Yangon, Yangon Division, Myanmar

## 内容
すべてのミャンマーの新聞の一面と最終面は政府関連ニュース、プロパガンダが掲載される。